# Budynek parlamentu w Oslo

Budynek Stortingu, fasada od strony Stortings plass

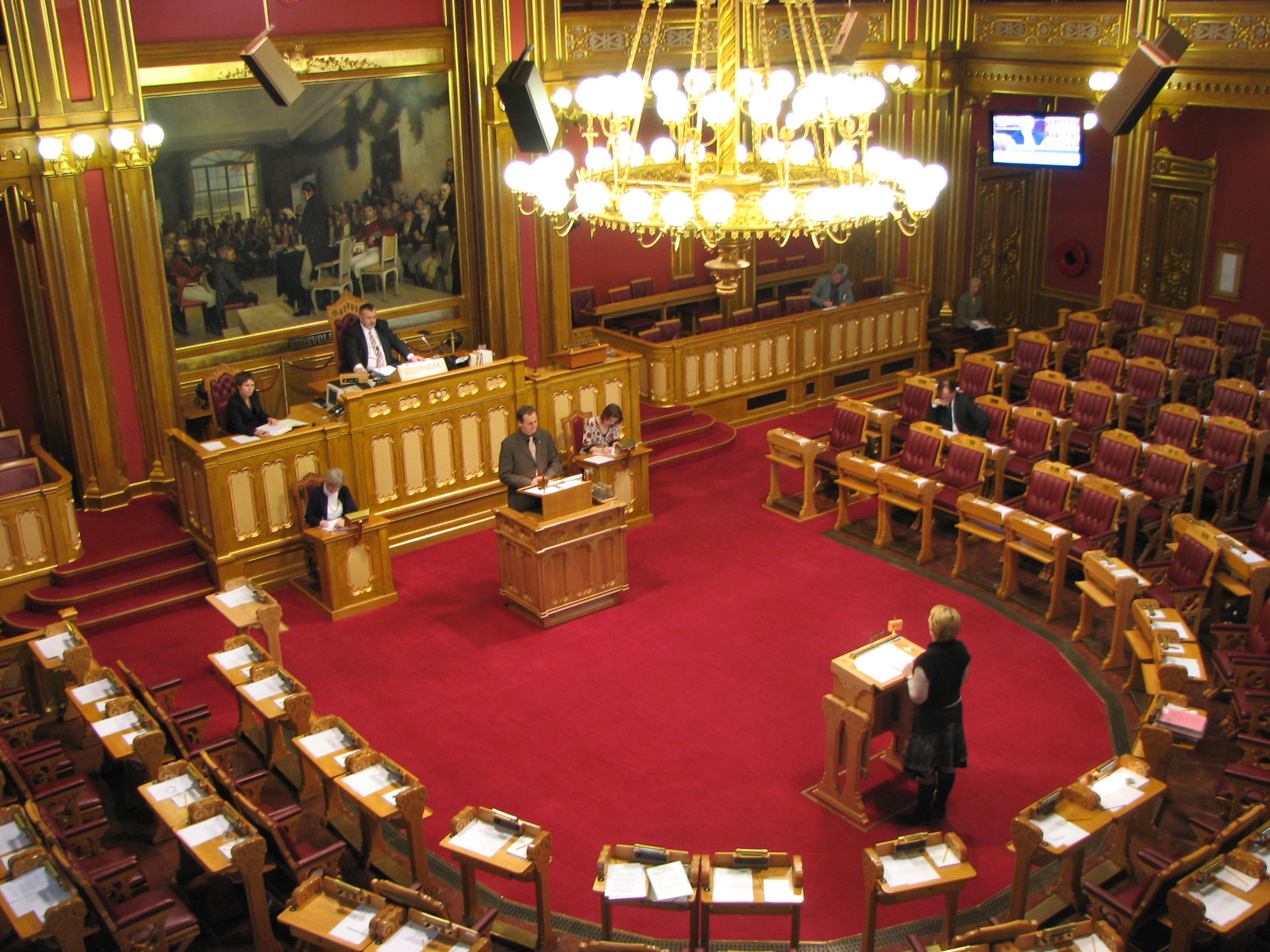
Posiedzenie parlamentu w Stortingssalen

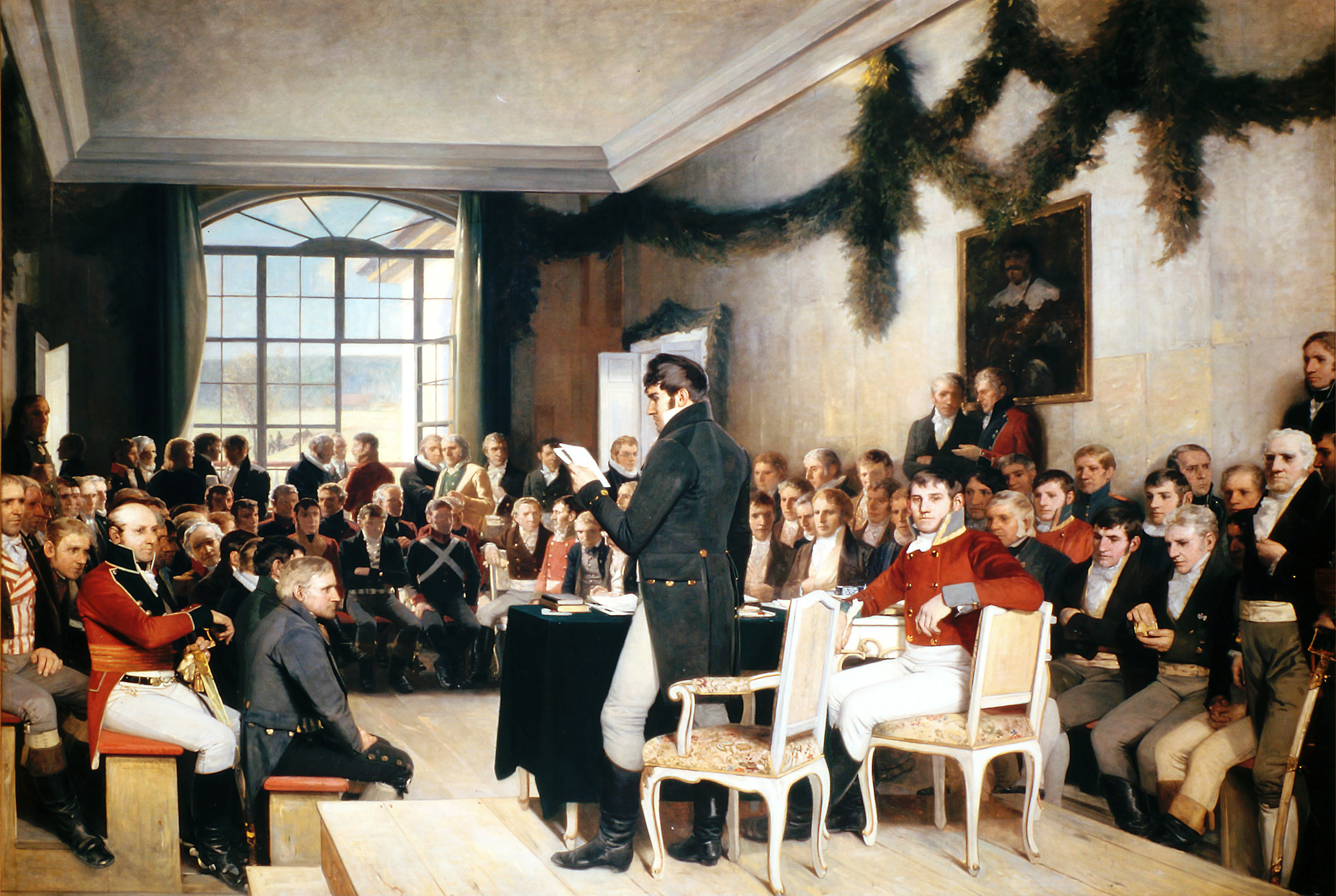
Obraz Oscara Wergelanda w głównej sali posiedzeń

Budynek parlamentu w Oslo (Stortingsbygningen) – neoromański gmach mieszczący się w centrum miasta, przy Karl Johans gate, głównej ulicy handlowej i turystycznej norweskiej stolicy. Mieści się w nim jednoizbowy parlament Norwegii (Storting) oraz część biur rządowych.
Od strony zachodniej do budynku przylega Stortingsplass z niewielkim parkiem.
Obiekt jest udostępniony do zwiedzania dla turystów. Jest ono bezpłatne i odbywa się wyłącznie w grupach z przewodnikiem.

## Historia
Pierwsze Zgromadzenie Konstytucyjne w Norwegii zebrało się w 1814 w Eidsvoll, w posiadłości Carstena Ankera, przemysłowca i polityka. Uchwalona wówczas Konstytucja Norwegii powołała parlament, jako władzę ustawodawczą Królestwa. Miejscem zebrań od 1814 do 1854 była szkoła katedralna w ówczesnej Christianii (Katedralskolens) na rogu dzisiejszych ulic Tollbodgaten i Dronningens gate. Obecnie w tym miejscu jest budynek głównej poczty, a stara szkoła została przeniesiona w 1914 do Muzeum Ludowego na półwyspie Bygdøy.
W latach 1854–1866 posłowie zbierali się w sali bankietowej stołecznego uniwersytetu, gdzie było więcej miejsca, lecz już w 1854 rząd norweski w Sztokholmie (gdzie rezydował wspólny szwedzko-norweski monarcha) podjął decyzję o konieczności wybudowania nowego budynku, całkowicie przeznaczonego na potrzeby Stortingu. Ostatecznie w 1860 w wyniku głosowania (59 głosów przeciwko 47) wybrano projekt Emila Victora Langleta, architekta szwedzkiego. Nowy budynek miał być neorenesansowy, łączący włoskie i skandynawskie tradycje.
Budowę zakończono po pięciu i pół roku – uroczyste otwarcie nastąpiło 5 marca 1866. Już wkrótce obiekt okazał się za ciasny i dokonano przebudowy, łącząc podzielone dwie części Stortingu. W czasie niemieckiej okupacji Norwegii (1940–1945) w budynku parlamentu mieściła się kwatera komisarza Rzeszy Josefa Terbovena.
Kolejna rozbudowa nastąpiła w latach 50. XX wieku – architekt Nils Holter wygrał konkurs rozpisany przez parlamentarzystów i od strony ulicy Akersgaten powstała modernistyczna, czteropiętrowa dobudówka.
W ostatnich dziesięcioleciach na potrzeby parlamentu wykupiono kilka innych budynków w Oslo, gdzie znajdują się m.in. biura i sale konferencyjne.

## Wnętrza
Główne posiedzenia parlamentu mają miejsce w Stortingssalen (Sali Stortingu). Sala ma kształt amfiteatru z galerią dla widzów pod oknami. W centralnym miejscu znajdują się dwie mównice oraz podest z fotelem prezydenta parlamentu. Na ścianie za podestem, pod herbem Norwegii, umieszczono płótno Oscara Wergelanda z 1885, przedstawiające uchwalenie konstytucji w Eidsvoll w 1814. W Storingssalen odbywają się także uroczyste sesje parlamentarne z udziałem króla – podest prezydenta jest wówczas wynoszony, a w jego miejscu znajduje się tron.
Druga istotna sala parlamentu to Lagtingssalen, będąca mniejszą kopią głównej sali posiedzeń, w której na prace zbiera się Lagting, czyli czwarta część posłów. Lagtingssalen jest mniej zdobiona niż sala główna.
Jedną z najbardziej interesujących sal jest Eidsvollsgalleriet, którą zdobią portrety 18 uczestników Konstytuanty z 1814.